# Richmond Park (Dublin)
Richmond Park est un stade de football situé dans le quartier d’Inchicore à Dublin. Le stade est la propriété du club de football du  St. Patrick's Athletic Football Club qui en est de fait le club résident. Le stade se situe sur un terrain occupé au XIXe siècle par l’armée britannique. Il alors utilisé comme terrain de zone de loisir pour les soldats et se trouvait à proximité immédiate de la caserne de Richmond. C’est d’ailleurs de là que le stade tient son nom.

## Le stade
La tribune principale peut accueillir 1 800 spectateurs. Derrière le but situé du côté d'Inchicore a été construite une tribune non couverte pour la campagne du club en Coupe UEFA en 2007. Cette tribune, West Strand ou New Strand permet à 1 800 supporters de s’assoir. Les supporters les plus assidus de St Pat’s occupaient de préférence l’autre côté du terrain, la Shed End avant de migrer récemment dans cette nouvelle tribune. Aujourd’hui Shed End, officiellement dénommée John Minnock stand du nom du joueur transféré vers le club anglais de Charlton Athletic et dont l’argent du transfert a permis la construction de la tribune, reçoit les supporters adverses. C’est une tribune semi-couverte. La tribune située en face de la tribune principale se nomme Carmac Terrasse du nom de la rivière qui la longe.

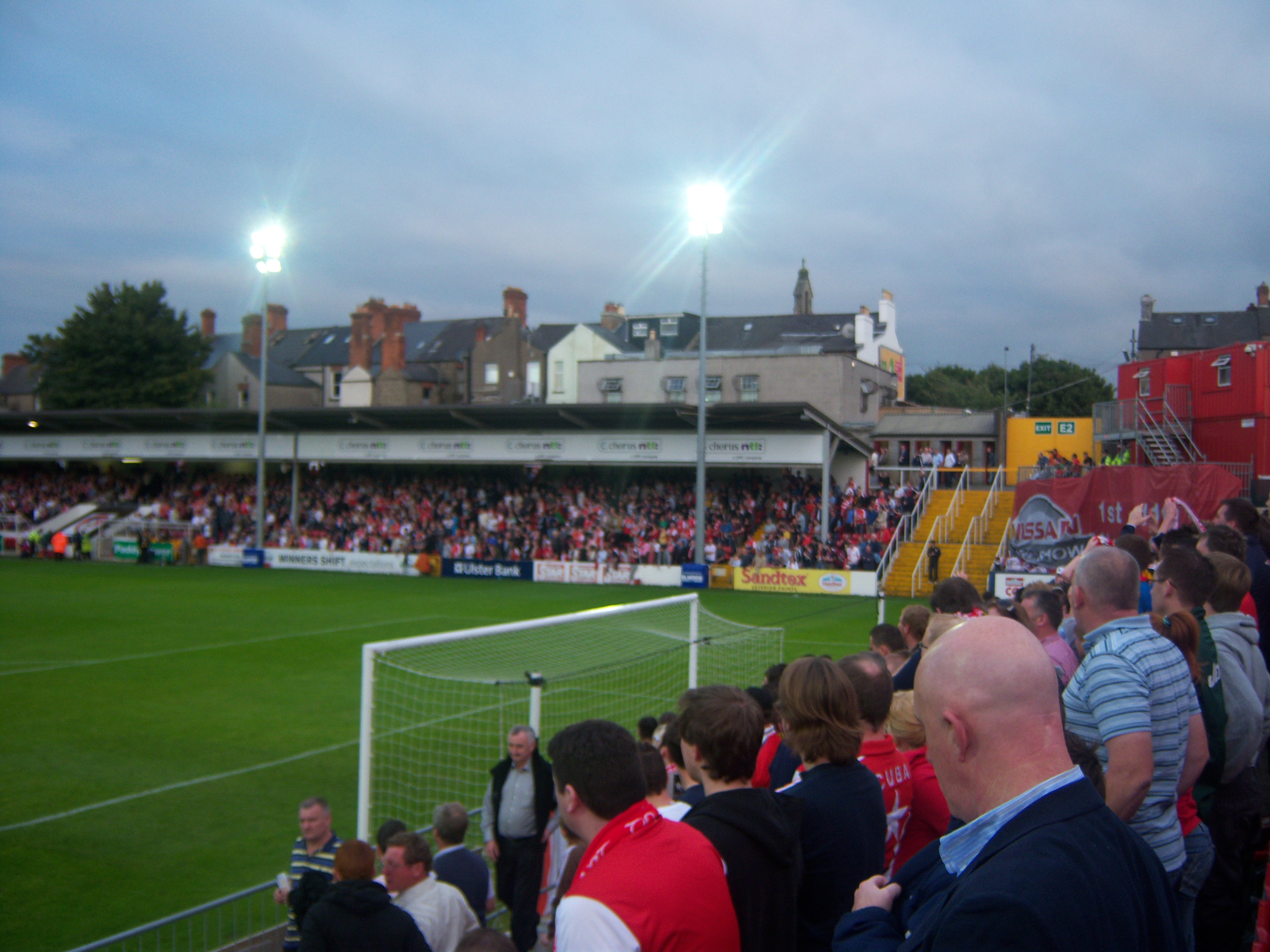
Richmond Park un soir de match

## Histoire
Après la création de l’État libre d'Irlande et donc après le retrait des troupes britanniques, le terrain reste inoccupé pendant trois ans. En 1925, le Brideville Football Club s’y installe pour disputer le nouveau championnat d'Irlande de football. En 1930, Brideville est obligé de déménager vers le Harolds Cross Greyhound Stadium pour permettre l’installation du St. Patrick's Athletic FC. Le club utilise le stade et le développe jusqu’en 1951 quand il intègre le championnat d’Irlande. La fédération irlandaise de football jugeant le terrain inapte au championnat, le club est obligé de jouer dans différents stades dublinois jusqu’en 1960. Après avoir agrandi le stade, St Pat’s peut alors enfin utiliser son terrain pour recevoir ses adversaires. De nouveaux travaux d’agrandissement ont lieu en à partir de mai 1989. Mais à cause de graves difficultés financières, St. Patrick's Athletic ne peut y rejouer qu’à partir de 1993.